# نوویه کارگالی
نوویه کارگالی (انگلیسی: Novyye Kargaly) یک شهرک در شهرستان بورایفسکی باشقیرستان کشور روسیه است.